# ستيفانو أغيار
ستيفانو أغيار هو سياسي برازيلي، ولد في 3 مارس 1976 في بيلو هوريزونتي في البرازيل. نشط حزبياً في الحزب الاشتراكي البرازيلي. وقد انتخب federal deputy of Minas Gerais ‏ خلال فترته النيابية ‏ (1 فبراير 2019 – ) وانتخب عضو مجلس النواب البرازيلي ‏ خلال فترته النيابية ‏ وانتخب عضو مجلس النواب البرازيلي ‏ عن دائرة ميناس جرايس ‏ وقد انضم خلال فترته النيابية ‏ للكتلة البرلمانية الحزب الاشتراكي البرازيلي.